# Chamalapura, Koppal
Chamalapura là một làng thuộc tehsil Koppal, huyện Koppal, bang Karnataka, Ấn Độ.